# Romava
Romava (německy Romau) je zaniklá obec nacházející se 8 km jihozápadně od Starého Města pod Landštejnem v okresu Jindřichův Hradec. Téměř celý katastr zaniklé obce je již zarostlý lesem. Kromě lesa a ruin zástavby se v katastru nacházejí i rybníky Romavský starý rybník a Romavský mlýnský rybník, a zasahuje sem i západní okraje rybníka Kačer. Na východě katastru se do roku 1880 rozkládal čtyřicetihektarový Velký Romavský rybník (Grosse Romauer Teich), který byl po poškození hráze vypuštěn.
Zástavba obce se rozkládala nedaleko rakousko-české hranice. Na turistické stezce Romava - Reingers je pro přechod státní hranice určené místo. Po plném zapojení České republiky do schengenského prostoru zde vzniklo další přeshraniční propojení v úseku Romava - Reiberg, Dobbersberg a v úseku  Romava - Reingers vznikla společná hraniční cesta.

## Historie
První písemná zmínka pochází z roku 1375, zmiňována je jako "Robenau". V roce 1420 byla vypálena a sto let byla pustá. Koncem 16. století byla osídlena osadníky z Horní Falce. V průběhu třicetileté války byla obec dvakrát vypleněna císařským a jednou švédským vojskem. V obci byla v 19. století pila, přebudovaná na strojovou pletárnu. Po první světové válce byla začleněna do Československé republiky a byla v ní zřízena budova pohraniční stráže. Po Mnichovu byla začleněna do Dolnodunajské župy Velkoněmecké říše. V květnu 1945 museli němečtí obyvatelé obec opustit. V roce 1948 se dostala Romava do pohraničního pásma a v roce 1953 ji armáda srovnala se zemí. Na místě zbořené kaple Nalezení svatého kříže končí každoroční Pouť smíření, kterou pořádají karmelitáni začátkem května.

## Vývoj počtu obyvatel[5]
| Sčítání lidu | Obyvatel celkem | Národnost | Národnost | Národnost |
| Rok          | Obyvatel celkem | německá   | česká     | jiná      |
| ------------ | --------------- | --------- | --------- | --------- |
| 1880         | 430             | 430       | 0         | 0         |
| 1890         | 431             | 431       | 0         | 0         |
| 1900         | 419             | 419       | 0         | 0         |
| 1910         | 385             | 385       | 0         | 0         |
| 1921         | 324             | 300       | 6         | 18        |
| 1930         | 264             | 233       | 10        | 21        |

## Galerie

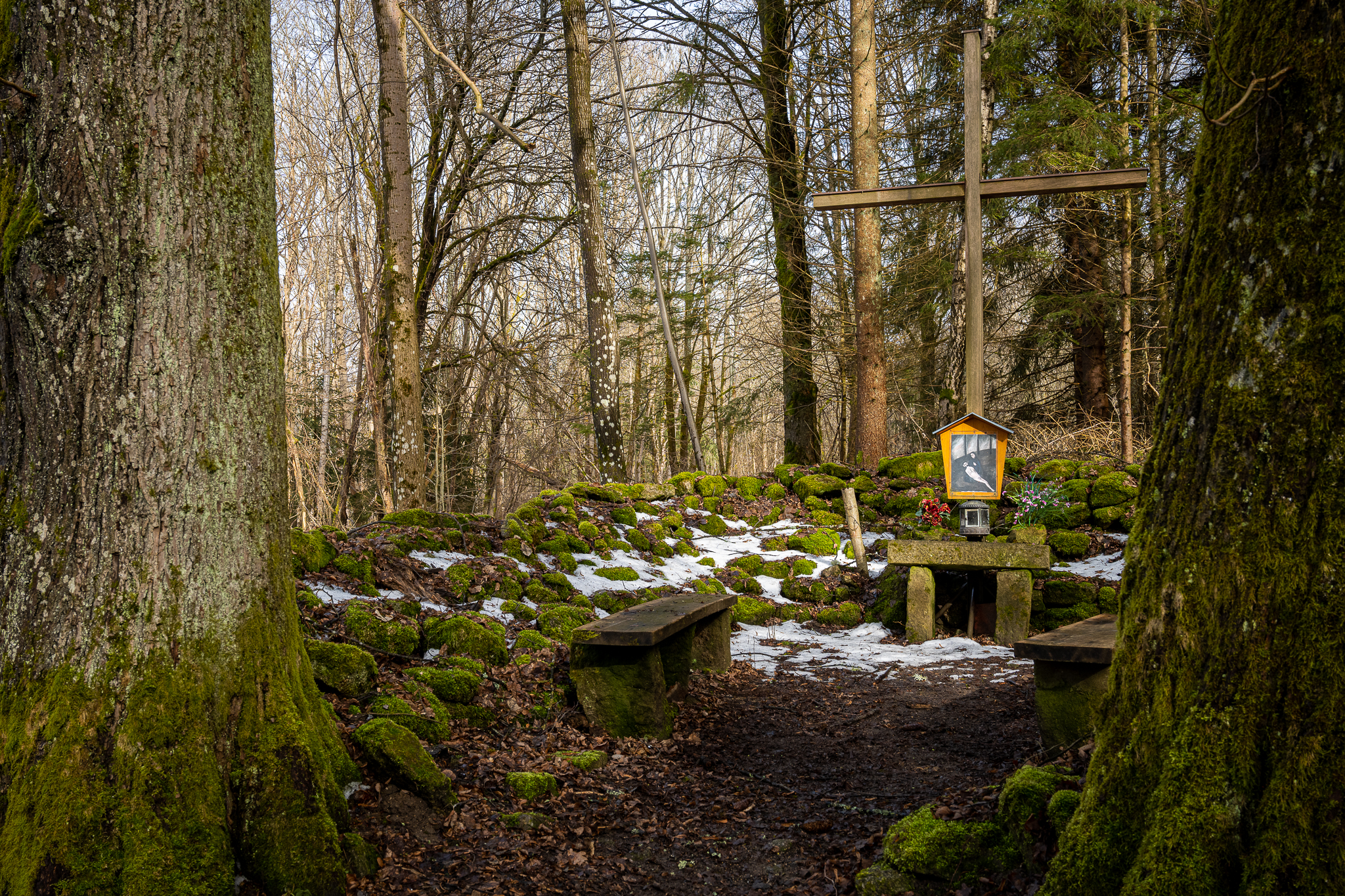
pozůstatky kaple

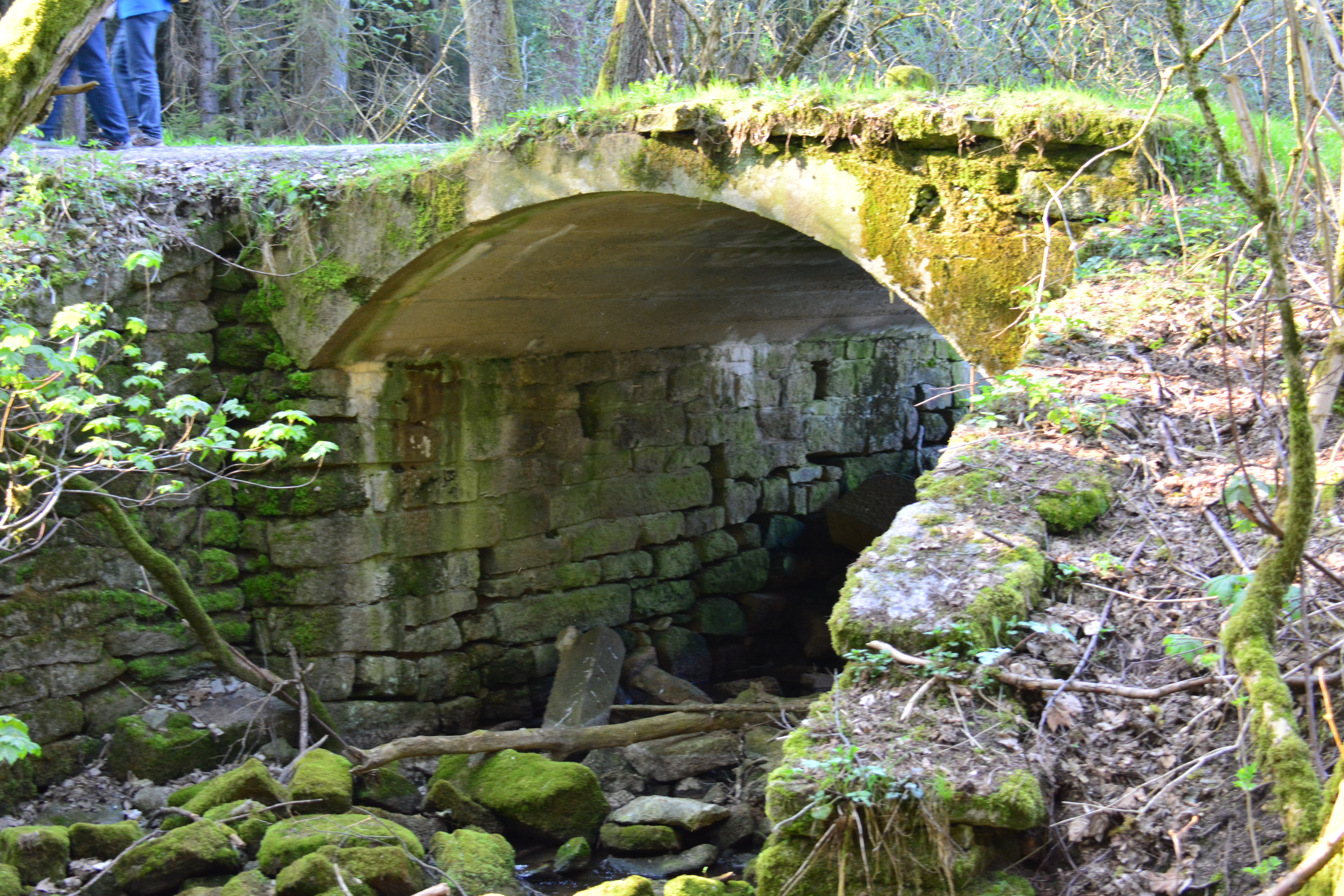
Mostek přes Romavský potok
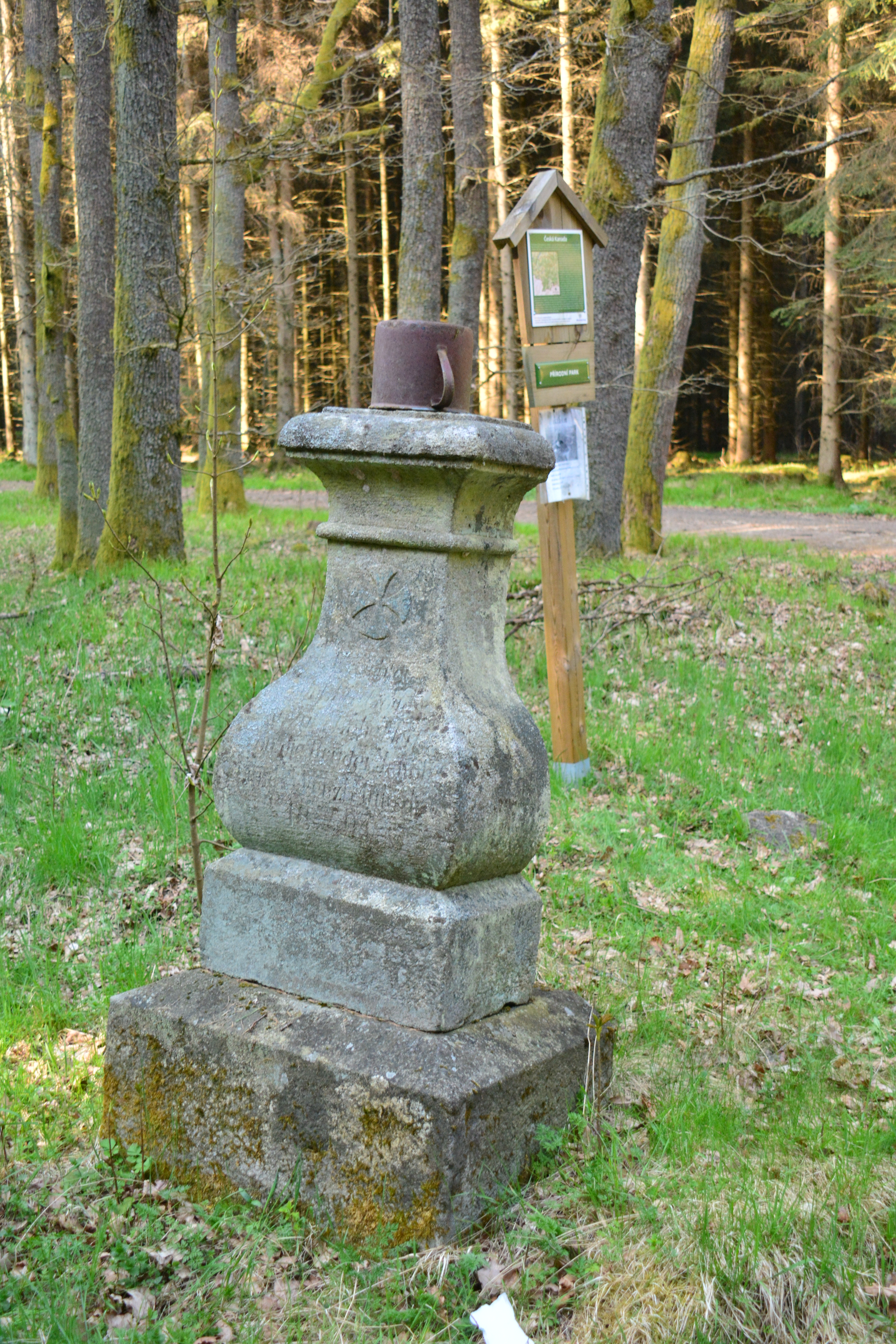
Podstavec u zaniklé kaple